# Бургхольцхаузен
Бургхольцхаузен (нем. Burgholzhausen) — населённый пункт в Германии, в земле Саксония-Анхальт. Входит в состав города Эккартсберга района Бургенланд. 
Население составляет 288 человек (на 31 декабря 2006 года). Занимает площадь 6,69 км².

## История
Впервые упоминается 27 января 993 года как Хольцхузон в уставе короля Оттона III.
Ранее Бургхольцхаузен имел статус коммуны (общины). 1 июля 2009 года вошёл в состав города Эккартсберга.